# Био-сила
«Био-сила» — кинофильм.

## Сюжет
Ракета, на борту которой находится специальный особо опасный биологический материал, терпит крушение в отдалённой лесной местности.
К месту крушения посылают специальную армейскую команду, для того чтобы собрать остатки уцелевшего биоматериала и доставить его на базу для исследований. Один человек из армейской команды при контакте с биоматериалом заражается, превращается в монстра и убивает почти всех из остальной части команды. Спастись удаётся только одному человеку, которому помогают брат с сестрой, живущие в лесу, пряча его в своём убежище.
Спасшийся пытается остановить своего бывшего приятеля и одновременно борется против другой армейской спецкоманды, которая направлена уже для уничтожения биоматериала и остатков ракеты. Биоматериал, который находился в ракете, мог быть использован для создания суперсолдат и был запрещён. Крушение ракеты было преднамеренным, для того чтобы эксперимент всё-таки состоялся.

## В ролях
- Лео Росси — Холлинджер
- Тед Приор — курьер
- Дениз Кросби — Кэрол-Энн
- Грант Джеймс — сенатор Робертс
- Джек Форчинито — Джонс (1 команда)
- Марк Краснов — Лоренцо (1 команда)
- Джексон Боствик — Тэкс (1 команда)